# Élections constituantes de 1945 dans la Haute-Vienne
Les élections constituantes françaises de 1945 se déroulent le 21 octobre.

## Mode de scrutin
Les députés sont élus selon le système de représentation proportionnelle suivant la règle de la plus forte moyenne dans le département, sans panachage ni vote préférentiel. Il y a 586 sièges à pourvoir.
Dans le département de la Haute-Vienne, cinq députés sont à élire.

## Élus
Les cinq députés élus sont : 
| Identité       | Parti | Parti |
| -------------- | ----- | ----- |
| Adrien Tixier  |       | SFIO  |
| Gaston Charlet |       | SFIO  |
| André Foussat  |       | SFIO  |
| Marcel Paul    |       | PCF   |
| Alphonse Denis |       | PCF   |

## Résultats

### Résultats à l'échelle du département
| Parti    | Parti                                                  | Tête de liste      | Résultats | Résultats | Sièges | Sièges |
| Parti    | Parti                                                  | Tête de liste      | Voix      | %         |        |        |
| -------- | ------------------------------------------------------ | ------------------ | --------- | --------- | ------ | ------ |
|          | Section française de l'Internationale ouvrière         | Adrien Tixier      | 83 849    | 50,53     | 3      |        |
|          | Parti communiste français                              | Marcel Paul        | 56 336    | 33,95     | 2      |        |
|          | Mouvement républicain populaire                        | Pierre Traversat   | 23 300    | 14,04     | -      |        |
|          | Parti républicain, radical et radical-socialiste       | André Cramier      | 3 098     | 1,87      | -      |        |
|          | Entente républicaine (Parti républicain de la liberté) | Marie-Jean Varenne | 2 720     | 1,64      | -      |        |
|          |                                                        |                    |           |           |        |        |
| Inscrits | Inscrits                                               | Inscrits           | 228 707   |           | 5      |        |
| Votants  | Votants                                                | Votants            | 169 303   | 74,03     |        |        |
| Votants  | Votants                                                | Votants            | 3 376     | 1,99      |        |        |
| Exprimés | Exprimés                                               | Exprimés           | 165 927   | 98,01     |        |        |